# Chicago Jazz Festival
Das Chicago Jazz Festival ist ein jährlich in der Woche vor und am Labor-Day-Wochenende (erster Montag im September) in Chicago stattfindendes Jazzfestival. Es fand bis 2013 hauptsächlich in der Petrillo Music Shell im Grant Park in Downtown Chicago statt.

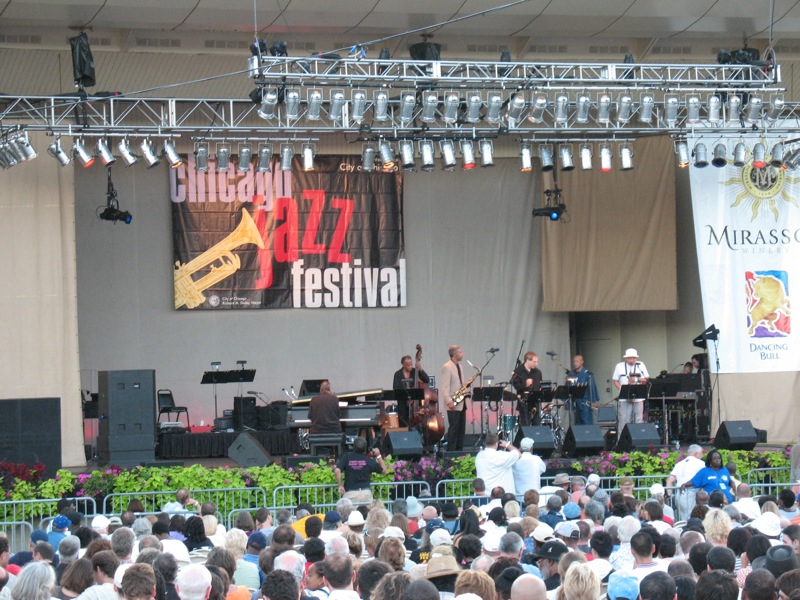
Chicago Jazz Festival 2007

Die Konzerte im Park sind kostenlos und viele Zuhörer picknicken dabei (Alkohol, Zelte, Haustiere und Grillen sind allerdings untersagt). Es gibt allerdings auch andere Veranstaltungsorte in der Stadt (wie das Chicago Cultural Center), und 2013 soll es ganz in den Millennium Park umziehen (Hauptbühne Pritzker Pavillon). Die städtischen Veranstalter (Mayor’s Office of Special Events) arbeiten eng mit dem Jazz Institute of Chicago zusammen.
Das Festival entstand 1979 aus der Zusammenlegung von drei vorherigen Jazzfestivals auf Initiative der Stadt Chicago. Das war einmal das Tribute Konzert für Duke Ellington, das kurz nach seinem Tod 1974 stattfand, das Tribute Konzert für John Coltrane, das 1978 30.000 Zuschauer in den Park lockte, und das vom Jazz Institute of Chicago 1979 für Ende August geplante Festival. Entsprechend finden beim Festival auch weiterhin Tributes an Jazzmusiker statt.
Das Festival wird landesweit im Radio übertragen und Highlights im Fernsehen.
Wegen der COVID-19-Pandemie wurde das Festival durch die Stadt Chicago 2020 untersagt.
Neben lokalen Musikern aus Chicago treten auch internationale Stars auf. Hier spielten unter anderem  Miles Davis, Benny Carter, Ella Fitzgerald, Anthony Braxton, Betty Carter, Lionel Hampton, Chico O’Farrill, Jimmy Dawkins, Von Freeman, Johnny Frigo, Slide Hampton, Roy Haynes, Sarah Vaughan, Carmen McRae, B. B. King, Count Basie, Sun Ra, Stan Getz, Jimmy Smith, Dexter Gordon, Dizzy Gillespie, Kenny Burrell und Ornette Coleman. 2013 ist Hamid Drake Artist in Residence des Festivals.
Es tragen unter anderem auf:
- 2008: Dee Dee Bridgewater, Ornette Coleman,  Sonny Rollins, Vijay Iyer, Donald Harrison, Dave Douglas, Kenny Burrell, Eddie Palmieri. Es gab Tributes an AACM und Franz Jackson.[3]
- 2009 Esperanza Spalding, Diane Delin, Bob Seeley und Bob Baldori als Piano-Duo, Madeleine Peyroux, Jeff Parker, Gonzalo Rubalcaba, William Parker, Eric Schneider, Archie Shepp, Buddy DeFranco (Art Tatum Tribute), Dave Holland Bigband
- 2010 René Marie, Kurt Elling, Nicole Mitchell, Ramsey Lewis, Henry Threadgill
- 2011 Orbert Davis (Artist in Residence), Joe Lovano, Dave Liebman, Ravi Coltrane, Cassandra Wilson, Roy Hargrove, Randy Weston und das Chicago Jazz Ensemble mit Arrangements von Melba Liston
- 2012 Jason Moran, Robert Glasper, Papo Vázquez, Evan Christopher, Atomic, Gregory Porter, Hamid Drake, Jimmy Heath und Rudresh Mahanthappa